# Aiuaba
Aiuaba é um município brasileiro do estado do Ceará, criado em 1952. Localiza-se na microrregião do Sertão de Inhamuns e está distante 435 km da capital através da BR-020 e CE-187. Sua população estimada em 2019 foi de 17.399 habitantes. A sua área territorial é de 2.434,423 km².

## Etimologia
O topônimo Aiuaba vem do tupi e significa lugar da bebida ou bebedouro. Sua denominação original era  Bebedouro e, desde 1943, Aiuaba.

## História
Município localizados no território dos índios Jucá, tem como referência geográfica e marco do ínicial o Riacho dos Bois, exatamente no lugar antes conhecido por Campo Alegre.
Os índios Jucá que viviam às margens do rio Umbuzeiro, afluente do rio Jaguaribe, foram aldeados e catequizados e por iniciativa do padre José Bezerra do Vale, que vinha da cidade de Recife para prestar serviços de acompanhamento as comunidades, rezar missas, realizar casamentos, batizados e, posteriormente, catequizar.
No Século XVIII, com a doação de sesmarias, os fazendeiros de gado chegaram a região e intensificaram a criação de do rebanho bovino. O centro de referência desta sesmaria foi uma lagoa onde habitualmente os criadores de gado davam de beber aos seus rebanhos e desta forma surgiu o centro urbano.

## Geografia

### Clima
Tropical quente semiárido em todo o território com pluviometria média de 503,1 mm  com chuvas concentradas de fevereiro a abril.
Em julho de 2024, a cidade registrou a menor temperatura da história do estado. No dia 25 de julho de 2024, os termômetros marcaram 11,4°C, segundo a Fundação Cearense de Meteorologia e Recursos Hídricos, a Funceme, desbancando assim, cidades tradicionalmente mais frias, como Barbalha, Guaramiranga e Tianguá.

### Hidrografia e recursos hídricos
As principais fontes de água são os riachos Catingueira e Gameleira.

### Relevo e solos
As principais elevações são  as Serras das Melancias, do Umbuzeiro e Serra dos Bois e Serra do Meio.

### Vegetação
Caatinga arbustiva aberta e floresta caducifólia espinhosa.

### Subdivisão
O município tem dois distritos: Aiuaba (sede) e Barra.

## Economia
- Agricultura: algodãoe banana, mamona, milho e feijão.
- Pecuária: bovinos, suínos avícola e Caprinos.
- Extrativismo mineral: foi constatada a ocorrência em seu território de calcita e ametista, e uma variedade do quartzo.
- Indústria: serviços de construção.

## Cultura
O principal evento cultural do município é festa da padroeira, Nossa Senhora do Patrocínio (15 de agosto). E o dia do Evangélico (dia 30 de novembro).

## Política
A administração municipal localiza-se na sede, Aiuaba.

## Na mídia
Curta-metragem Amor e Renúncia, que conta a história do padre José Bezerra do Vale, que catequizou os silvícolas da região e promoveu a fundação do arraial de Bebedouro.